# Marcus Bredt

Marcus Bredt (* 30. Juli 1968 in Göttingen) ist ein deutscher Fotograf und besonders für seine pointierte und geschichtenerzählende Architekturfotografie bekannt.

## Leben
Marcus Bredt kam 1992 nach Berlin und absolvierte dort eine klassische Fotografie-Ausbildung am Lette Verein Berlin. Im Anschluss daran gründete er mit seinem Freund und Kollegen Jan Bitter das Büro Bitter Bredt Fotografie. Die langjährige Zusammenarbeit war insbesondere durch die Projekte von Daniel Libeskind geprägt, die in ihrer Gänze bis 2008 durch sie dokumentiert wurden. Seit 2005 arbeitet Marcus Bredt nun in Eigenregie (Bredt Fotografie). Der Schwerpunkt seiner Tätigkeit liegt nach wie vor in der Architektur, wird aber immer intensiver durch zahlreiche Städtedokumentationen erweitert und bereichert. Besonders seine Langzeitbeobachtung der Stadt Lingang, ist hier hervorzuheben. Durch die enge Zusammenarbeit mit dem Architekturbüro von Gerkan, Marg und Partner (gmp), ist auch die Stadionfotografie in den letzten Jahren immer mehr ins Zentrum seiner Arbeit gerückt. 2015 wurde Marcus Bredt vom Goethe-Institut unter die 10 besten Architekturfotografen Deutschlands gewählt. 2017 leitete er den Workshop point of view für das Goethe-Institut in Alexandria. Er fotografiert weltweit für namhafte Architekten und Magazine und zeigt seine Bilder in internationalen Ausstellungen und zahlreichen Buchpublikationen.
Marcus Bredt ist Gründungsmitglied des Bundesverband Architekturfotografie (BVAF), der sich dafür einsetzt, die Öffentlichkeit für den Wert und die Qualität der Architekturfotografie zu sensibilisieren. Darüber hinaus ist er Teil des 2018 gegründeten Fotografenkollektivs Neue Langeweile, welches aus David Hiepler, Fritz Brunier, Simon Schnepp, Morgane Renou und ihm besteht.
Marcus Bredt lebt mit seiner Ehefrau und seiner Tochter in Berlin.

## Ausstellungen (Auswahl)
- 2024: Crestet vu par Marcus Bredt, Presbytère de Crestet, Crestet[28][29]
- 2005: Berliner Bauten und Projekte 1965–2005, Berlinische Galerie, Berlin[30][31]
- 2012: Choreographie der Massen. Im Sport. Im Stadion. Im Rausch., Akademie der Künste, Berlin[32]
- 2016: point of view by Marcus Bredt, 15. Architekturbiennale Venedig, Venedig, Italien[33]
- 2016: Die Kunst der richtigen Distanz, Architekturgalerie München, München[34]

## Bibliografie (Auswahl)
- Eva-Maria Barkhofen (Hrsg.): Berliner Bauten und Projekte 1965–2005[35], Jovis Verlag, 2005, Fotografie: Marcus Bredt, ISBN 978-3-936314-46-5
- Falk Jaeger (Hrsg.): 3 Stadia 2010[36], Jovis Verlag, 2010, Fotografie: Marcus Bredt, ISBN 978-3-86859-063-0
- Falk Jaeger (Hrsg.): Next 3 Stadia[37], Jovis Verlag, 2012, Fotografie: Marcus Bredt, ISBN 978-3-86859-154-5
- Oliver Hamm (Hrsg.): Das Wunder von Baku[38], Jovis Verlag, 2013, Fotografie: Marcus Bredt, ISBN 978-3-86859-171-2
- Falk Jaeger (Hrsg.): 3+1 Stadia for Brazil[39], Jovis Verlag, 2014, Fotografie: Marcus Bredt, ISBN 978-3-86859-326-6
- Meinhard von Gerkan / Nikolaus Goetze (Hrsg.): Hanoi Museum in Vietnam[40], Jovis Verlag, 2015, Fotografie: Marcus Bredt, ISBN 978-3-86859-330-3
- Meinhard von Gerkan / Nikolaus Goetze (Hrsg.): Shanghai Oriental Sports Center in China[41], Jovis Verlag, 2015, Fotografie: Marcus Bredt, ISBN 978-3-86859-333-4
- Volkwin Marg / Hubert Nienhoff (Hrsg.): Staatliche Ballettschule Berlin[42], Jovis Verlag, 2016, Fotografie: Marcus Bredt, ISBN 978-3-86859-332-7
- Hubert Nienhoff (Hrsg.): Re(v)erences[43][44], Verlag Edition Baumeister, Callwey, 2016, Fotografie: Marcus Bredt, ISBN 978-3-7667-2261-4
- Dirk Meyhöfer und Michael Kuhn (Hrsg.): Die Kunst der richtigen Distanz[45][46], Niggli-Verlag, 2016, Fotografie: Marcus Bredt, ISBN 978-3-7212-0949-5
- Meinhard von Gerkan / Nikolaus Goetze (Hrsg.): Kunsthalle Mannheim[47], Jovis Verlag, 2018, Fotografie: Marcus Bredt ISBN 978-3-86859-530-7
- Gerd Kähler (Hrsg.): Alter Wall – Neue Stadt, Dölling und Galitz Verlag, Hamburg/München, 2022, Fotografie: Marcus Bredt ISBN 3-86218-152-9